# Міран Аділ-хан IV
Міран Аділ-хан IV (д/н — 5 лютого 1597) — 14-й султан Хандешу у 1576—1597 роках. Відомий також як Аділь-шах.

## Життєпис
Син султана Мірана Мубарак-шаха. Замолоду звався Раджа Алі-хан.  1576 року повалив свого небожа Хасан-хана, захопивши владу. Прийняв ім'я Міран Аділ-хан IV. Але вже у 1577 році стикнувся з могольським військом, яке відправив падишах Акбар. Міран Аділ-хан IV не наважився на спротив, визнавши зверхність Імперії Великих Моголів. Це спричинило військове протистояння з ахмеднагарським султаном Муртазою Нізам-шахом I, васалом якого були попередні хандеські султани.
На початку 1586 року Акбар попросив у султана вільного проходу через його територію для вторгнення до Ахмеднагарського султанату, Міран Аділь-хан IV погодився, але таємно погодився, але таємно попередив про вторгнення Муртазу Нізам-шаха I. В результаті вдалося відбити напад Мірзи Азіз Кока, субадара Малави. При цьому наприкінці бойових дій до ахмеднагарського війська долучилися хандеські загони. 
У 1591 році приєднався до могольських військ, що рузадися на Ахмеднагар, поставивти на трон претендента Бурхана. Той здобув перемогу у битві біля Роханхеду, захопивши владу. З цього часу  Міран Аділ-хан IV обійняв суто промогольську політику, підтримуючи Акбара в спробах встановити владу в Декані. 
1595 року знову приєднався до могольських військ, що рушили на допомогу претенденту на ахмеднагарський трон Ахмада Нізам-шаха II. 1596  року за цю допомогу Міран Аділ-хан IV отримав могольський ранг мансабдар із чисельністю 5000 осіб (мав утримувати 340 коней, 100 слонів, 400 верблюдів, 100 мулів і 160 возів.). Натомість отримував з могольської скарбниці 30 тис. рупій на місяць.
У січні 1597 року спільно з моголами виступив проти коаліції Ахмеднагара, Біджапура та Голконди, але хандеський султан загинув на початку вирішальної битви при Ашті. Моголи, які не знали, що той загинув , підозрюючи, що сили Хандеша дезертують, розграбували військовий табір. Міран Аділ-хан IV був похований у Бурханпурі. Трон спадкував його син Багадур-шах.